# 天野忠幸
天野 忠幸（あまの ただゆき、1976年（昭和51年） - ）は、日本の歴史学者。専門は日本中世史。戦国時代の権力、宗教、地域社会、三好氏、松永氏を研究課題とする。天理大学教授。

## 経歴
出生から修学期
1976年、兵庫県で生まれた。1995年3月、兵庫県立兵庫高等学校を卒業し、大阪市立大学文学部史学地理学科に進学した。1999年3月に卒業。同大学大学院文学研究科に進み、2007年3月に博士後期課程を修了。
日本中世史研究者として
大阪市立大学都市文化研究センター研究員、関西大学非常勤講師、柏原市教育委員会生涯学習部文化財課非常勤嘱託職員、奈良県立医科大学非常勤講師、大阪市立大学文学部非常勤講師などを経て、2016年に天理大学准教授に就いた。2007年、学位論文『戦国期畿内社会と三好政権』を大阪市立大学に提出して文学博士号を取得。2023年、同教授に昇格。

## 著書

### 単著
- 『戦国期三好政権の研究』清文堂出版 2010
  - 増補版 清文堂出版 2015
- 『三好長慶：諸人之を仰ぐこと北斗泰山』ミネルヴァ書房(ミネルヴァ日本評伝選) 2014
- 『三好一族と織田信長：「天下」をめぐる覇権戦争』(中世武士選書 31) 戎光祥出版 2016
- 『荒木村重』(シリーズ実像に迫る 10) 戎光祥出版 2017
- 『松永久秀と下剋上：室町の身分秩序を覆す』(シリーズ中世から近世へ) 平凡社 2018
- 『室町幕府分裂と畿内近国の胎動』(列島の戦国史 4) 吉川弘文館 2020
- 『三好一族：戦国最初の「天下人」』中公新書 2021

### 共編著・監修
- 『阿波三好氏』(論集戦国大名と国衆 10) 編、岩田書院 2012
- 『本興寺文書 第1巻』(清文堂史料叢書 125）本興寺共同編集、清文堂出版 2013
- 『戦国遺文 三好氏編第1巻 自寛正六年〈一四六五〉至永禄四年〈一五六一〉』編、東京堂出版 2013
- 『三好長慶：室町幕府に代わる中央政権を目指した織田信長の先駆者 三好長慶四百五十年遠忌記念論文集』今谷明共監修、宮帯出版社 2013
- 『戦国遺文 三好氏編第2巻 永禄5年 元亀元年』編、東京堂出版 2014
- 『戦国遺文 三好氏編第3巻 元亀2年至寛永8年』編、東京堂出版 2015
- 『三好長慶：河内飯盛城より天下を制す』高橋恵[7]共著、風媒社 2016[8]
- 『松永久秀：歪められた戦国の"梟雄"の実像』編、宮帯出版社 2017